# 桐油
桐油（きりあぶら）は、アブラギリ類の種子（種核）を搾油して得られる油脂。毒性があるため食用に用いられず、主に工業用途に古くから使用されてきた。流通する桐油の大半はシナアブラギリ由来のシナ桐油（tung oil）である。

## 概要
乾性油としては優秀な物で、同じ乾性油のアマニ油よりも優れている。桐油そのままの乾燥皮膜は不透明で、粘性や弾性にも乏しく工業用途には向かないため、二酸化マンガンや酸化鉛などの添加剤を加えて加熱処理を行って製品化される。
原料となるアブラギリの種子は、主にトウダイグサ科のアブラギリ、シナアブラギリ、カントンアブラギリの三種。日本のアブラギリから作られる日本桐油は、シナ桐油と比べて比重、屈折率、ヨウ素価などが低い特徴があるが、2010年代ではほとんど生産されていない。また、シナアブラギリとカントンアブラギリはほとんど区別されていない。
江戸時代には燈火油、油紙、雨合羽などに利用され、農村では防虫剤として重要な役割を果たした。1826年（文政9年）大蔵永常『除蝗録』 には、鯨油を水田に張って害虫を落として駆除するという方法が紹介されているが、鯨油を用意できない地域では桐油を用いることが提案されている。明治時代に入ると、石油の輸入活用や近代農法の普及によって、燈明用・農業用の桐油の役割は小さくなるが、工業用塗料としてペンキ、ニス、印刷用のインク等の需要が生じた。太平洋戦争後は、中国産の桐油が大半を占めるようになり、国内生産は下火になっていった。
島根県の農家では、18世紀終わりから20世紀初頭にかけて、現金収入を得る重要な副業として桐油が位置付けられており、稲作とアブラギリ栽培・販売を組み合わせて生業としていた。